# Paepalanthus contasensis
Paepalanthus contasensis är en gräsväxtart som beskrevs av Harold Norman Moldenke. Paepalanthus contasensis ingår i släktet Paepalanthus och familjen Eriocaulaceae. Inga underarter finns listade i Catalogue of Life.